# Списак влада Србије

## Влада Првог српског устанака
- Правитељствујушчи совјет сербски (1805—1813)

## Владе Кнежевине Србије

### Владе у време прве владавине кнеза Милоша Обреновића
- Размотрилиште попечитељства (1834—1835)
- Законоизвршителна част Државног совјета (1835—1839)
- Прва влада Аврама Петронијевића (1839—1840)

### Владе у време прве владавине кнеза Михаила Обреновића
- Влада Ђорђа Протића (1840—1842)

### Владе у време кнеза Александра Карађорђевића
- Друга влада Аврама Петронијевића (1842)
- Трећа влада Аврама Петронијевића (1842—1843)
- Прва влада Алексе Симића (1843—1844)
- Четврта влада Аврама Петронијевића (1844—1852)
- Прва влада Илије Гарашанина (1852—1853)
- Друга влада Алексе Симића (1853—1855)
- Влада Алексе Јанковића (1855—1856)
- Прва влада Стефана Марковића (1856)
- Трећа влада Алексе Симића (1856—1857)
- Друга влада Стефана Марковића (1857—1858)
- Влада Стевана Магазиновића (1858—1859)

### Владе у време друге владавине кнеза Милоша Обреновића
- Влада Цветка Рајовића (1859—1860)

### Владе у време друге владавине кнеза Михаила Обреновића
- Влада Филипа Христића (1860—1861)
- Друга влада Илије Гарашанина (1861—1867)
- Прва влада Николе Христића (1867—1868)

### Владе у време намесништва
- Влада Ђорђа Ценића (1868—1869)
- Влада Радивоја Милојковића (1869—1872)

### Владе у време кнеза Милана Обреновића
- Влада Миливоја Петровића Блазнаваца (1872—1873)
- Прва влада Јована Ристића (1873)
- Влада Јована Мариновића (1873—1874)
- Влада Аћима Чумића (1874—1875)
- Влада Данила Стефановића (1875)
- Прва влада Стевче Михаиловића (1875)
- Влада Љубомира Каљевића (1875—1876)
- Друга влада Стевче Михаиловића (1876—1878)
- Друга влада Јована Ристића (1878—1880)
- Влада Милана Пироћанца (1880—1883)

## Владе Краљевине Србије

### Владе у време краља Милана Обреновића
- Влада Милана Пироћанца (1880—1883)
- Друга влада Николе Христића (1883—1884)
- Прва влада Милутина Гарашанина (1884—1885)
- Друга влада Милутина Гарашанина (1885—1886)
- Трећа влада Милутина Гарашанина (1886—1887)
- Трећа влада Јована Ристића (1887)
- Прва влада Саве Грујића (1887—1888)
- Трећа влада Николе Христића (1888—1889)
- Влада Косте Протића (1889)

### Владе у време намесништва
- Друга влада Саве Грујића (1889—1890)
- Трећа влада Саве Грујића (1890—1891)
- Прва влада Николе Пашића (1891—1892)
- Друга влада Николе Пашића (1892)
- Прва влада Јована Авакумовића (1892—1893)

### Владе у време краља Александра Обреновића
- Прва влада Лазара Докића (1893)
- Друга влада Лазара Докића (1893)
- Четврта влада Саве Грујића (1893—1894)
- Прва влада Ђорђа Симића (1894)
- Влада Светомира Николајевића (1894)
- Четврта влада Николе Христића (1894—1895)
- Прва влада Стојана Новаковића (1895—1896)
- Друга влада Ђорђа Симића (1896—1897)
- Влада Владана Ђорђевића (1897—1900)
- Прва влада Алексе Јовановића (1900—1901)
- Друга влада Алексе Јовановића (1901)
- Прва влада Михаила Вујића (1901—1902)
- Друга влада Михаила Вујића (1902)
- Прва влада Петра Велимировића (1902)
- Прва влада Димитрија Цинцар-Марковића (1902—1903)
- Друга влада Димитрија Цинцар-Марковића (1903)

### Владе у време краља Петра I Карађорђевића
- Друга влада Јована Авакумовића (1903)
- Трећа влада Јована Авакумовића (1903)
- Пета влада Саве Грујића (1903—1904)
- Шеста влада Саве Грујића (1904)
- Трећа влада Николе Пашића (1904—1905)
- Прва влада Љубомира Стојановића (1905—1906)
- Друга влада Љубомира Стојановића (1906)
- Седма влада Саве Грујића (1906)
- Четврта влада Николе Пашића (1906—1907)
- Пета влада Николе Пашића (1907—1908)
- Шеста влада Николе Пашића (1908)
- Друга влада Петра Велимировића (1908—1909)
- Друга влада Стојана Новаковића (1909)
- Седма влада Николе Пашића (1909—1911)
- Прва влада Милована Миловановића (1911—1912)
- Друга влада Милована Миловановића (1912)
- Влада Марка Трифковића (1912)
- Осма влада Николе Пашића (1912—1914)
- Девета влада Николе Пашића (1914—1917)
- Десета влада Николе Пашића (1917—1918)
- Једанаеста влада Николе Пашића (1918)
- Дванаеста влада Николе Пашића (1918)

## Владе Краљевине СХС/Југославије
У периоду између I и II светског рата није постојала територијална јединица са називом Србија, па није постојала ни српска влада. Стога су владе Краљевине СХС, односно Краљевине Југославије ефективно биле владе Србије.

### Србија под немачком окупацијом 1941—1944
- Комесарска управа Милана Аћимовића (1941)
- Влада народног спаса Милана Недића (1941—1944)

## Прелазна власт
- Главни народноослободилачки одбор за Србију (1941—1944)
- Повереништва при Председништву АСНОС (1944—1945)

## Владе Народне/Социјалистичке Републике Србије
У току постојања Социјалистичке Републике Србије, од априла 1945. до септембра 1990. године било је формирано укупно 16 влада (4 владе и 12 извршних већа).
| Владе Народне Републике/Социјалистичке Републике Србије 1945—1990 | Владе Народне Републике/Социјалистичке Републике Србије 1945—1990 | Владе Народне Републике/Социјалистичке Републике Србије 1945—1990 | Владе Народне Републике/Социјалистичке Републике Србије 1945—1990 |
| влада                                                             | председник                                                        | п. мандата                                                        | к. мандата                                                        |
| ----------------------------------------------------------------- | ----------------------------------------------------------------- | ----------------------------------------------------------------- | ----------------------------------------------------------------- |
| Народна влада Србије                                              | Благоје Нешковић                                                  | 9. април 1945.                                                    | 22. новембар 1946.                                                |
| 1. Влада НР Србије                                                | Благоје Нешковић                                                  | 22. новембар 1946.                                                | 5. септембар 1948.                                                |
| 2. Влада НР Србије                                                | Петар Стамболић                                                   | 5. септембар 1948.                                                | 10. април 1951.                                                   |
| 3. Влада НР Србије                                                | Петар Стамболић                                                   | 10. април 1951.                                                   | 5. фебруар 1953.                                                  |
| 1. Извршно веће Народне скупштине НР Србије                       | Петар Стамболић                                                   | 5. фебруар 1953.                                                  | 16. децембар 1953.                                                |
| 2. Извршно веће Народне скупштине НР Србије                       | Јован Веселинов                                                   | 16. децембар 1953.                                                | 6. април 1957.                                                    |
| 3. Извршно веће Народне скупштине НР Србије                       | Милош Минић                                                       | 6. април 1957.                                                    | 9. јун 1962                                                       |
| 4. Извршно веће Скупштине СР Србије                               | Слободан Пенезић Крцун                                            | 9. јун 1962.                                                      | 6. новембар 1964.                                                 |
| 4. Извршно веће Скупштине СР Србије                               | Стеван Дороњски (в.д.)                                            | 6. новембар 1964.                                                 | 17. новембар 1964.                                                |
| 5. Извршно веће Скупштине СР Србије                               | Драги Стаменковић                                                 | 17. новембар 1964.                                                | 6. мај 1967.                                                      |
| 6. Извршно веће Скупштине СР Србије                               | Ђурица Јојкић                                                     | 6. мај 1967.                                                      | 7. мај 1969.                                                      |
| 7. Извршно веће Скупштине СР Србије                               | Миленко Бојанић                                                   | 7. мај 1969.                                                      | 6. мај 1974.                                                      |
| 8. Извршно веће Скупштине СР Србије                               | Душан Чкребић                                                     | 6. мај 1974.                                                      | 6. мај 1978.                                                      |
| 9. Извршно веће Скупштине СР Србије                               | Иван Стамболић                                                    | 6. мај 1978.                                                      | 5. мај 1982.                                                      |
| 10. Извршно веће Скупштине СР Србије                              | Бранислав Иконић                                                  | 5. мај 1982.                                                      | 6. мај 1986.                                                      |
| 11. Извршно веће Скупштине СР Србије                              | Десимир Јевтић                                                    | 6. мај 1986.                                                      | 5. децембар 1989.                                                 |
| 12. Извршно веће Скупштине СР Србије                              | Станко Радмиловић                                                 | 5. децембар 1989.                                                 | 11. фебруар 1991.                                                 |

## Владе Републике Србије унутар Југославије
| Владе Републике Србије 1990—2006     | Владе Републике Србије 1990—2006 | Владе Републике Србије 1990—2006 | Владе Републике Србије 1990—2006 |
| влада                                | председник                       | п. мандата                       | к. мандата                       |
| ------------------------------------ | -------------------------------- | -------------------------------- | -------------------------------- |
| 12. Извршно веће Скупштине СР Србије | Станко Радмиловић                | 5. децембар 1989.                | 11. фебруар 1991.                |
| 1. Влада Републике Србије            | Драгутин Зеленовић               | 1991.                            | 1991.                            |
| 2. Влада Републике Србије            | Радоман Божовић                  | 1991.                            | 1993.                            |
| 3. Влада Републике Србије            | Никола Шаиновић                  | 1993.                            | 1994.                            |
| 4. Влада Републике Србије            | Мирко Марјановић                 | 1994.                            | 1998.                            |
| 5. Влада Републике Србије            | Мирко Марјановић                 | 1998.                            | 2000.                            |
| 6. Влада Републике Србије            | Миломир Минић                    | 2000.                            | 2001.                            |
| 7. Влада Републике Србије            | Зоран Ђинђић                     | 2001.                            | 2003.                            |
| 7. Влада Републике Србије            | Небојша Човић (в.д.)             | 2003.                            | 2003.                            |
| 7. Влада Републике Србије            | Жарко Кораћ (в.д.)               | 2003.                            | 2003.                            |
| 8. Влада Републике Србије            | Зоран Живковић                   | 2003.                            | 2004.                            |
| 9. Влада Републике Србије            | Војислав Коштуница               | 2004.                            | 2007.                            |

## Владе Републике Србије од 2006.
- Прва влада Војислава Коштунице (2004—2007)
- Друга влада Војислава Коштунице (2007—2008)
- Влада Мирка Цветковића (2008—2012)
- Влада Ивице Дачића (2012—2014)
- Прва влада Александра Вучића (2014—2016)
- Друга влада Александра Вучића (2016—2017)
- Прва влада Ане Брнабић (2017—2020)
- Друга влада Ане Брнабић (2020—2022)
- Трећа влада Ане Брнабић (2022—2024)
- Влада Милоша Вучевића (2024—)